# 绿岛湖站
绿岛湖站是佛山地铁2号线的一个车站，位于中国广东省佛山市禅城区季华西路禅港路口以西的地底。车站于2021年12月28日随佛山地铁2号线一期开通而启用。
本站与湖涌站附近的湖涌停车场接轨。

## 车站结构

### 车站楼层
本站共有二层，地面为车站各出入口，周边为季华西路、禅港路；地下一层为站厅；地下二層為2號綫站台。
| 地下一层 | 站厅     | 售票機、客服中心、商店、警务室、安检设施 |  |  |
| 地下二层 | 2 站台   | █2号线 南庄方向 （下站：湖涌）           |  |  |
|          | 岛式站台 |                                          |  |  |
|          | 1 站台   | █2号线 广州南站方向 （下站：智慧新城）   |  |  |

### 站台
本站设有一个岛式站台，位于季华西路的地底。本站卫生间设于站台往广州南站方向的一端。
另外，本站西端設有两条往返湖涌停车场的出入场線。

### 出入口
本站设有4个出入口供乘客进出。
|                                           |                                                       |          |                                                |
| 編號                                      | 无障碍设施                                            | 出口指示 | 建議前往的目的地                               |
| A                                         | 盲道标志 · 无障碍通道标志 · 升降机标志 · 扶手电梯标志 | 季华西路 | 公交地铁绿岛湖站（东行）                       |
| B                                         | 扶手电梯标志                                          | 季华西路 | 公交季华西路站（东行）                         |
| C                                         | 盲道标志 · 扶手电梯标志                               | 季华西路 | 禅城区政府行政服务中心、公交季华西路站（西行） |
| D                                         | 扶手电梯标志                                          | 季华西路 |                                                |
| 註： 設有 \| 設有 \| 設有 \| 設有扶手電梯 |                                                       |          |                                                |

## 接驳交通
本站附近设有地铁绿岛湖和季华西路公交站。
| 编号   | 编号  | 线路                 | 线路                 | 线路                 | 收费                 | 备注                 |
| ------ | ----- | -------------------- | -------------------- | -------------------- | -------------------- | -------------------- |
|        | 133   | 万科城               | ⇆                    | 岭南大道公交枢纽站   | 2元                  |                      |
|        | 144   | 绿岛湖公交枢纽站     | ⇆                    | 醒群村尾             | 2元                  |                      |
|        | 183   | 佛山火车站           | ⇆                    | 禅港西路总站         | 2元                  |                      |
|        | K2    | 惠云园公交首末站     | ⇆                    | 西樵车站             | 3元                  |                      |
|        | G13   | 顺联公园里           | 全程 ⇆               | 紫南商贸城           | 2元                  | 原 168               |
| 短线 ⇆ | G13   | 顺联公园里           | 季华园               |                      | 2元                  | 原 168               |
|        | 高峰1 | 岭南大道公交枢纽站   | ⇆                    | 华夏陶瓷博览城       | 2元                  | 仅工作日服务         |
|        | 高峰3 | 已于2023年1月1日停办 | 已于2023年1月1日停办 | 已于2023年1月1日停办 | 已于2023年1月1日停办 | 已于2023年1月1日停办 |

| 编号   | 编号  | 线路                 | 线路                 | 线路                 | 收费                 | 备注                 |
| ------ | ----- | -------------------- | -------------------- | -------------------- | -------------------- | -------------------- |
|        | 117   | 镇安公交首末站       | ⇆                    | 绿岛湖公交枢纽站     | 2元                  |                      |
|        | 133   | 万科城               | ⇆                    | 岭南大道公交枢纽站   | 2元                  |                      |
|        | 144   | 绿岛湖公交枢纽站     | ⇆                    | 醒群村尾             | 2元                  |                      |
|        | 163   | 世纪莲公交枢纽站     | ⇆                    | 绿岛湖公交枢纽站     | 2元                  |                      |
|        | 183   | 佛山火车站           | ⇆                    | 禅港西路总站         | 2元                  |                      |
|        | K2    | 惠云园公交首末站     | ⇆                    | 西樵车站             | 3元                  |                      |
|        | G13   | 顺联公园里           | 全程 ⇆               | 紫南商贸城           | 2元                  | 原 168               |
| 短线 ⇆ | G13   | 顺联公园里           | 季华园               |                      | 2元                  | 原 168               |
|        | 高峰1 | 岭南大道公交枢纽站   | ⇆                    | 华夏陶瓷博览城       | 2元                  | 仅工作日服务         |
|        | 高峰3 | 已于2023年1月1日停办 | 已于2023年1月1日停办 | 已于2023年1月1日停办 | 已于2023年1月1日停办 | 已于2023年1月1日停办 |

## 历史
本站在佛山市早期的“八线规划”阶段期间，已确定为2号线的中途站，并随2号线一期工程获批而落实建设。
车站在早期规划阶段被命名为海口站，该站名取自附近的海口村。后为配合车站所在的绿岛湖片区开发建设，而更名为绿岛湖站，并最终获确定为正式站名。

### 重大事故
2018年2月7日晚19时许，绿岛湖至湖涌右線盾构区间 1.35 km 处的盾构机尾部突发透水，工人尝试堵漏未果；20时40分左右，现场透水面积扩大，导致隧道管片变形及破损，引发地面季华西路三十多米路段坍塌，造成11人死亡、1人失踪、8人受伤，直接经济损失约5,323.8万元。该段工程的建设单位为中交佛山投资发展有限公司，总承包单位为中交第二航务工程局有限公司，监理单位为广州轨道交通建设监理有限公司。
广东省政府事后成立调查组，对事故进行调查，调查报告于2018年7月30日正式发布。调查组认定事故的直接原因如下：

一是事故发生段存在深厚富水粉砂层且临近强透水的中粗砂层，地下水具有承压性，盾构机穿越该地段时发生透水涌砂涌泥坍塌的风险高；
二是盾尾密封装置在使用过程密封性能下降，盾尾密封被外部水土压力击穿，产生透水涌砂通道；
三是涌泥涌砂严重情况下在隧道内继续进行抢险作业，撤离不及时；
四是隧道结构破坏后，大量泥砂迅猛涌入隧道，在狭窄空间范围内形成强烈泥砂流和气浪向洞口方向冲击，导致部分人员逃生失败，造成了人员伤亡的严重后果。

调查组对33名责任人员提出了处理意见。其中，1名在事故中遇难人员被免予追责，2名企业人员已被公安机关立案侦查并采取强制措施，1人另案处理，其余企业及政府公职人员被建议给予相应的党纪政务处分和问责处理。
2019年6月16日凌晨，湖绿区间段联络通道冷冻法作业过程中隧道发生漏水，现场未造成人员伤亡。事故导致季华西路（禅秀路至一环桥底）双向交通临时封闭。